# Półki Ratowników

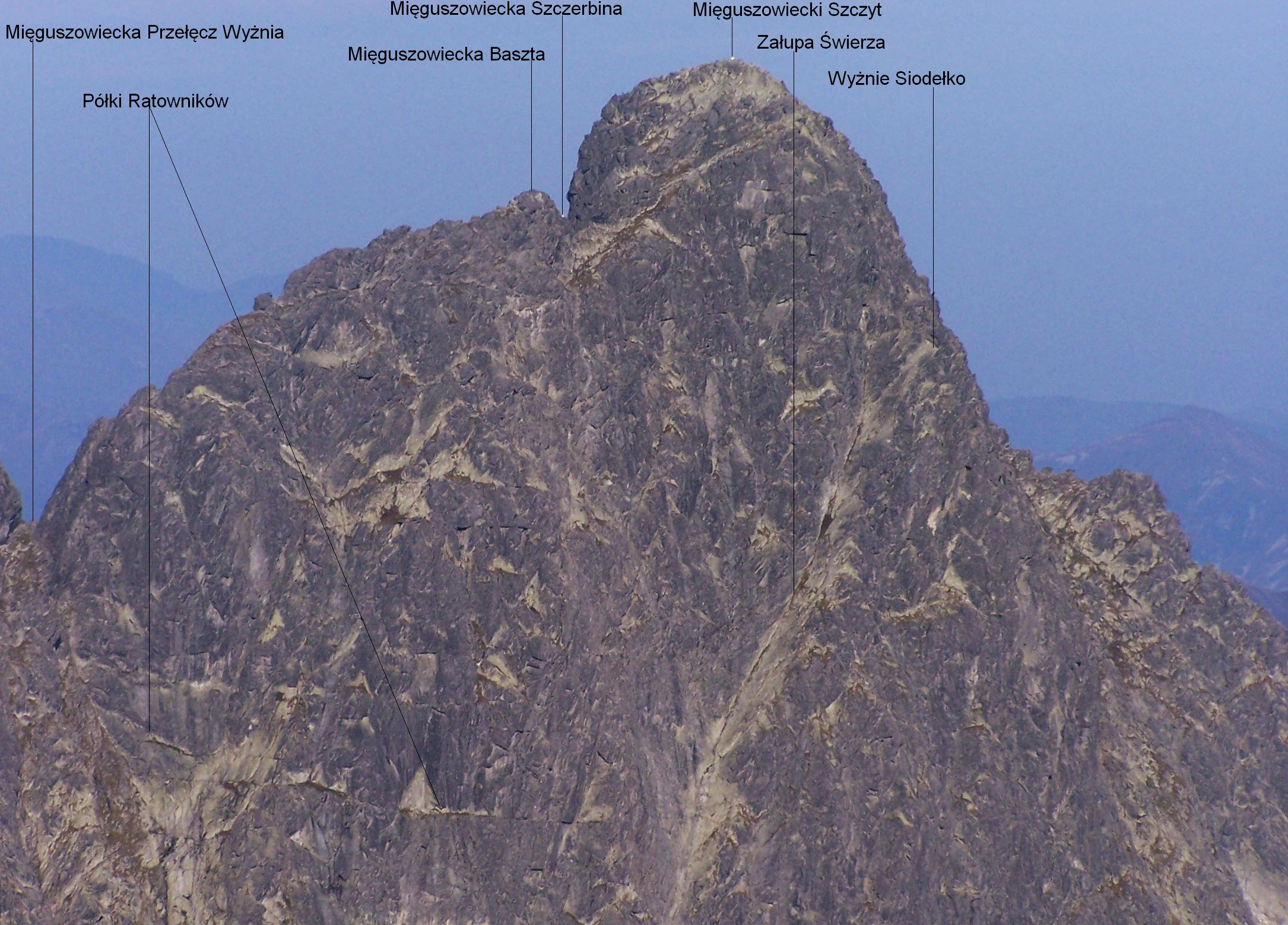

Półki Ratowników – kilka wąskich i trawiastych półek na wschodniej ścianie Mięguszowieckiego Szczytu w polskich Tatrach Wysokich. Dokładniej znajdują się one na wschodniej ścianie Mięguszowieckiej Baszty (niższego wierzchołka Mięguszowieckiego Szczytu) pomiędzy żlebem opadającym z Wyżniej Mięguszowieckiej Przełęczy a kazalniczką na filarze tworzącym lewe (patrząc od dołu) ograniczenie depresji opadającej z Mięguszowieckiej Szczerbinki. Półki Ratowników znajdują się w połowie wysokości wschodniej ściany i tworzą ciąg, w którym znajduje się 10-metrowej długości przerwa.
Autorem nazwy tej formacji skalnej jest Władysław Cywiński.

## Drogi wspinaczkowe
Przez Półki Ratowników przechodzi kilka dróg wspinaczkowych
1. Droga Smólskiego (z Dolnego Tarasu na Mięguszowiecką Basztę); V w skali tatrzańskiej, 5 godz.
2. Droga Sokołowskiego (z Bańdziocha na Mięguszowiecką Basztę); IV, miejsca V, 3 godz.
3. Droga Surdela (z Bańdziocha na Mięguszowiecką Basztę); V+, 4 godz.
4. Lewa Droga Mączki (Z Bańdziocha na Mięguszowiecką Basztę); IV, 3 godz[1].

Półki Ratowników stanowią także punkt startowy dla wielu innych dróg wspinaczkowych.